# Villa del Rosario (Córdoba)
Villa del Rosario is een plaats in het Argentijnse bestuurlijke gebied Río Segundo in de provincie Córdoba. De plaats telt 13.741 inwoners.

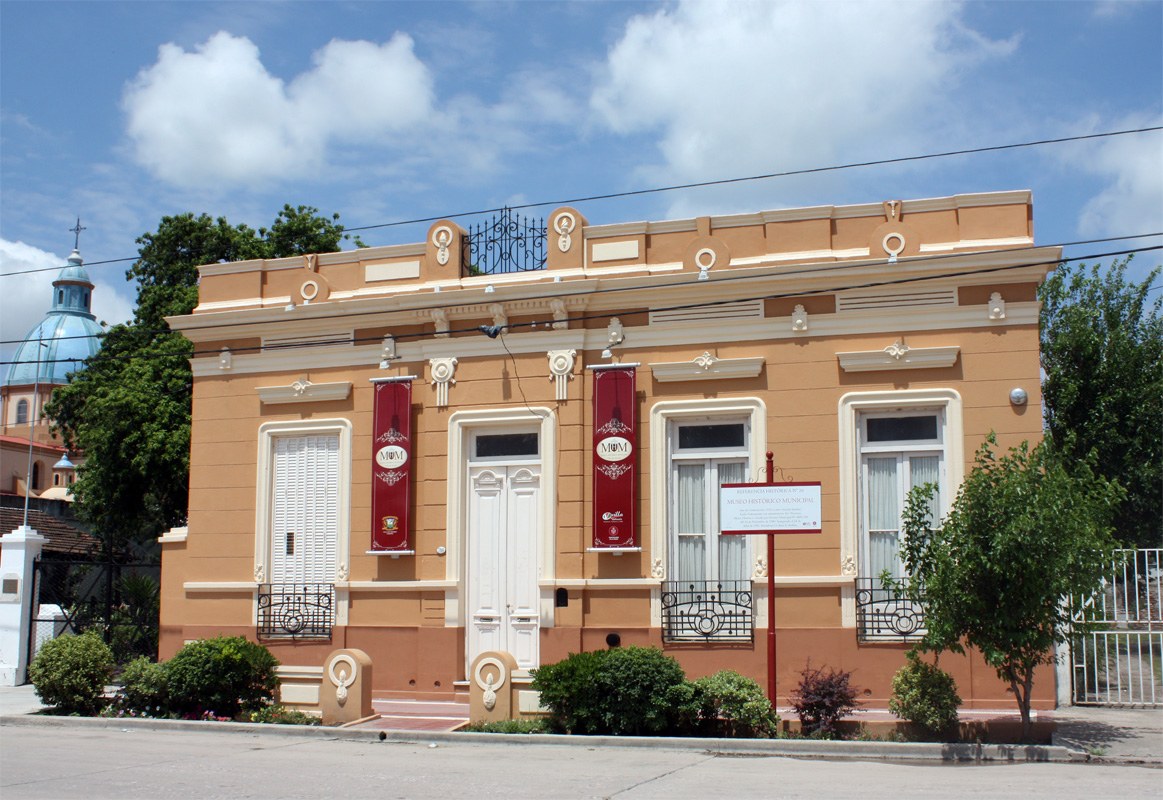
Museum